# Estación de El Paso
El Paso es una estación de trenes que se encuentra en El Paso, Texas. Es atendida por el Texas Eagle y el Sunset Limited. La estación fue diseñada por el arquitecto Daniel Burnham, quien también diseñó la Union Station de Washington D. C. Fue construido entre 1905 y 1906 y fue agregado al Registro Nacional de Lugares Históricos en 1971.

## Historia

### Inicios
La estación sirvió como punto de transferencia para varios ferrocarriles. El Ferrocarril de Atchison, Topeka y Santa Fe el cual corría un tren al norte hacia Socorro, Belen y Albuquerque.
Ferrocarriles Nacionales de México opero un tren llamado, "El Fronterizo", al sur de Chihuahua, Chihuahua en México. El Southern Pacific operaba trenes transcontinentales al oeste de California y al este de Luisiana a través de Texas. El Texas Pacific y luego el Missouri Pacific Railroad operaban trenes a Fort Worth, Texas.

### Actualidad
Además del servicio de Amtrak, la estación cuenta con autobuses locales de Sun Metro en paradas cercanas. También se ha hablado de resucitar el servicio de tranvías a través de la frontera a Ciudad Juárez desde que el último trolebús rodó en 1974.
El espacio de oficinas de la estación está ocupado por el Texas Tech College of Architecture, que abrió sus puertas en 2013. Sun Metro anteriormente tenía su sede en el espacio hasta que se mudó en 2014.